# Schahrestan
Schahrestan (persisch شهرستان, DMG schahrestān „Verwaltungsbezirk“) ist die Bezeichnung für die zweite administrative Ebene in der  Verwaltungsgliederung Irans. Das Wort Schahrestan kommt von dem persischen Wort schahr mit der Bedeutung ‚Stadt‘ und der Endung stan. An der Spitze eines Schahrestan steht ein Gouverneur (فرماندار farmāndār).
Die iranischen Provinzen (ostānhā) sind untergliedert in Verwaltungsbezirke (schahrestan), unterhalb derer es noch die Kreise (بخش Bachsch, „Teil“) und darunter die Ebene der Städte (شهر schahr) und Gemeinden (دهستان dehestān,), welche Gruppierungen benachbarter Dörfer sind, gibt. Eine Stadt innerhalb des Kreises dient als deren Hauptort.
Iran hat 31 Provinzen, 336 Schahrestans (Verwaltungsbezirke), 889 Bachschs (Kreise), 1.016 Städte (Schahr) und 2.400 Gemeinden (Dehestan) und ca. 62.000 Dörfer.
Als englische Übersetzungen für die Bezeichnungen der verschiedenen Verwaltungseinheiten werden beispielsweise verwendet: Ostan (province), Schahrestan (sub-province/county/city), Bachsch (county/district), Dehestan (township/rural districts/rural agglomeration), Abadi (village).

## Übersicht
Zum besseren Verständnis der Verwaltungseinheiten dient die folgende Übersicht. Als Beispiel dient eine Provinz P mit zwei Verwaltungsbezirken (Schahrestan): A und B. Verwaltungsbezirk A hat drei Kreise (Bachsch): Zentrum, X und Y. Der Kreis Zentrum ist derjenige Kreis, in dem die Stadt M liegt, der Hauptort des Verwaltungsbezirks. Jeder Kreis enthält eine oder mehrere Städte und eine oder mehrere Gemeinden (Gd). In unserem Beispiel enthält der Kreis Zentrum die Stadt M, die Stadt N und die Gemeinde T, welche aus den Dörfern D1, D2, D3 und D4 zusammengesetzt ist; Kreis X enthält die Stadt O und die Gemeinde U; und Kreis Y hat keine Städte und eine Gemeinde. Der kleinste Verwaltungsbezirk besteht aus nur einer Stadt als einziger Kreis, der folglich Zentrum heißt. Verwaltungsbezirk (Schahrestan) B in der folgenden Tabelle ist solch ein Typ, er enthält nur eine Stadt: Q.
| Provinz (ostan) | Verwaltungsbezirk (schahrestan) | Kreis (bachsch) | Stadt (schahr) / Gemeinde (dehestan) | Dörfer         |
| --------------- | ------------------------------- | --------------- | ------------------------------------ | -------------- |
| P               | A                               | Zentrum         | Stadt M (Hauptort)                   |                |
| P               | A                               | Zentrum         | Stadt N                              |                |
| P               | A                               | Zentrum         | Gd T                                 | D1, D2, D3, D4 |
| P               | A                               | X               | Stadt O                              |                |
| P               | A                               | X               | Gd U                                 | D5, D6         |
| P               | A                               | Y               | Gd V                                 | D7, D8, D9     |
| P               | B                               | Zentrum         | Stadt Q                              |                |

## Liste von Schahrestans

Übersichtskarte zu den iranischen Provinzen mit ihren Verwaltungsbezirken (Schahrestan)

Im Folgenden werden die Verwaltungsbezirke (Schahrestan) nach den iranischen Provinzen untergliedert.

### Alborz
- Eschtehard
- Fardis
- Karadsch
- Nazarabad
- Sawodschbolagh
- Taleghan

### Ardabil
- Ardabil
- Bilasavar
- Germi
- Khalkhal
- Kowsar
- Meshginshahr
- Namin
- Nir
- Parsabad

### Buschehr
- Assaluyeh
- Buschehr
- Dashtestan
- Dashti
- Dayyer
- Deylam
- Dscham
- Ganaveh
- Kangan
- Tangestan

### Tschahār Mahāl und Bachtiyāri
- Ardal
- Borudschen
- Farsan
- Kiar
- Kuhrang
- Lordegan
- Schahr-e Kord

### Esfahan
- Aran-o-Bidgol
- Ardestan
- Borkhar-o-Meymeh
- Chadegan
- Falavarjan
- Fereydan
- Fereydunschahr
- Golpayegan
- Isfahan
- Kaschan
- Chansar
- Chomeinischahr
- Lendschan
- Dehaqan
- Mobarakeh
- Nain
- Nadschafabad
- Natanz
- Semirom
- Schahreza
- Schahinschahr o Meymeh
- Tiran-o-Korun
- Khur-o-Biabanak

### Fars
- Abadeh
- Arsanjan
- Bavanat
- Darab
- Eqlid
- Estahban
- Farashband
- Fasa
- Firuzabad
- Gerash
- Dschahrom
- Kavar
- Kazerun
- Cherameh
- Khonj
- Chorrambid
- Lamerd
- Larestan
- Mamasani
- Marvdasht
- Mehr
- Neyriz
- Pasargad
- Qir-o-Karzin
- Rostam
- Sarvestan
- Sepidan
- Schiras
- Zarrindasht

### Gilan
- Amlasch
- Astara
- Astane-ye-Ashrafiyeh
- Bandar-e-Anzali
- Fuman
- Lāhīdschān
- Langrud
- Masal
- Rascht
- Rezvanshahr
- Rudbar
- Rudsar
- Schaft
- Siahkal
- Some'e-sara
- Talesch

### Golestan
- Aliabad
- Aqqala
- Azadschahr
- Bandar-e-gaz
- Bandar-e Torkaman
- Galikesch
- Gomischan
- Gonbad-e Qabus
- Gorgan
- Kolaleh
- Kordkuy
- Maravehtapeh
- Minudascht
- Ramian

### Hamadan
- Asadabad
- Bahar
- Famenin
- Hamadan
- Kabudrahang
- Malayer
- Nahavand
- Razan
- Tuyserkan

### Hormozgan
- Abu Musa
- Bandar Abbas
- Bandar-Lengeh
- Bastak
- Baschgard
- Hadschiabad
- Dschask
- Chamir
- Minab
- Parsian
- Qeschm
- Rudan
- Sirik

### Ilam
- Abdanan
- Badreh
- Darrehschahr
- Dehloran
- Chardavol
- Chavar
- Eyvan
- Holeylan
- Ilam
- Malekschahi
- Mehran
- Sirwan

### Kerman
- Anar
- Anbarabad
- Arzuiyeh
- Baft
- Bam
- Bardsir
- Dschiroft
- Fahradsch
- Faryab
- Ghaleye-Gandsch
- Kahnudsch
- Kerman
- Kuhbonan
- Manudschan
- Narmaschir
- Rabor
- Rafsandschan
- Ravar
- Reygan
- Roudbar-e Dschonub
- Schahr-e Babak
- Sirdschan
- Zarand

### Kermanschah
- Dalahu
- Dschavanrud
- Gilan-e-Gharb
- Harsin
- Islamabad-e-Gharb
- Kangavar
- Kermānschāh
- Paveh
- Qasr-e Schirin
- Ravansur
- Sahneh
- Salas-e Babadschani
- Sarpol-e-Zahab
- Sonqor

### Chuzestan
- Abadan
- Aghajari
- Ahvaz
- Andika
- Andimeschk
- Baghmalek
- Bavi
- Behbahan
- Chorramschahr
- Dascht-e Azadegan
- Dezful
- Guotvand
- Haftkel
- Hendijan
- Hoveizeh
- Izeh
- Karun
- Lali
- Mahschahr
- Masdsched Soleyman
- Omidiyeh
- Ramhormoz
- Ramschir
- Schadegan
- Schusch
- Schuschtar

### Kohgiluye und Boyer Ahmad
- Basht
- Bahmai
- Boyer-Ahmad
- Cheram
- Dena
- Gachsaran
- Kohgeluyeh
- Landeh
- Margown

### Kordestān
- Baneh
- Bidschar
- Dehgolan
- Divandarreh
- Kamyaran
- Marivan
- Qorveh
- Sanandadsch
- Saqqez
- Sarvabad

### Lorestan
- Aligudarz
- Azna
- Borudscherd
- Chorramabad
- Delfan
- Dorud
- Doureh
- Kuhdasht
- Pol-e Dochtar
- Selseleh

### Markazi
- Ashtian
- Arak
- Delijan
- Chomein
- Khondab
- Komeijan
- Mahallat
- Saveh
- Shazand
- Tafresh
- Zarandieh

### Māzandarān
- Abbas Abad
- Amol
- Babol
- Babolsar
- Behshahr
- Galugah
- Juybar
- Mahmudabad
- Miyandorud
- Neka
- Nouschahr
- Nur
- Qaem-Schahr
- Ramsar
- Sari
- Savadkuh
- Tonekabon
- Tschalus

### Nord-Chorasan
- Bodschnurd
- Esfarayen
- Faroj
- Germeh
- Jajrom
- Maneh-o-Samalqan
- Schirvan

### Ost-Aserbaidschan
- Ahar
- Ajabshir
- Azarschahr
- Bonab
- Bostanabad
- Tscharuymagh
- Heris
- Haschtrud
- Dscholfa
- Kalibar
- Choda Afarin
- Malekan
- Maragha
- Marand
- Mianeh
- Osku
- Sarāb
- Schabestar
- Täbris
- Varzaqan

### Qazvin
- Abyek
- Buinzahra
- Qazvin
- Takestan

### Ghom
- Ghom

### Razavi-Chorasan
- Bajestan
- Bardaskan
- Chenaran
- Dargaz
- Davarzan
- Fariman
- Firuzeh
- Gonabad
- Jowayin
- Joghatai
- Kalat
- Kaschmar
- Khaf
- Khalilabad
- Khoschab
- Mahvelat
- Maschhad
- Nischapur
- Quchan
- Raschtkhar
- Sabzevar
- Sarakhs
- Takht-e-Jolgeh
- Taybad
- Torghabe-o-Shandiz
- Torbat-e-Jam
- Torbat-e-Heydarieh
- Zave

### Semnan
- Aradan
- Damghan
- Garmsar
- Mehdishahr
- Meyami
- Semnan
- Schahrud

### Sistan und Belutschistan
- Dalgan
- Hirmand
- Iranschahr
- Chasch
- Konarak
- Mehrestan
- Nikshahr
- Saravan
- Sarbaz
- Sib o Soran
- Tschahbahar
- Zabol
- Zahedan
- Zehak

### Süd-Chorasan
- Birdschand
- Boshruyeh
- Darmian
- Ferdows
- Khusf
- Nehbandan
- Qaen
- Sarayan
- Sarbisheh
- Tabas
- Zirkuh

### Teheran
- Damavand
- Firūzkuh
- Islamschahr
- Malard
- Pakdasht
- Pischva
- Robat-Karim
- Ray
- Schemiranat
- Schahriar
- Schahr-e Qods
- Teheran
- Waramin

### West-Aserbaidschan
- Bukan
- Chaipareh
- Tschaldiran
- Choy
- Mahabad
- Maku
- Miandoab
- Naghadeh
- Oschnaviyeh
- Piranschahr
- Poldasht
- Salamas
- Sardasht
- Schahindedsch
- Schowt
- Takab
- Urmia

### Yazd
- Abarkuh
- Ardakan
- Bafq
- Bahabad
- Khatam
- Mehriz
- Meybod
- Sadugh
- Tabas
- Taft
- Yazd

### Zandschan
- Abhar
- Chodabandeh
- Chorramdarreh
- Eedschrud
- Mahneschan
- Soltaniye
- Tarom
- Zandschan